# Gara Slobozia Veche
Gara Slobozia Veche este o gară care deservește municipiul Slobozia, județul Ialomița, România.